# Jan van Nassaustraat (Den Haag)
De Jan van Nassaustraat is gelegen in de Nassaubuurt in Den Haag, Zuid-Holland, Nederland. 
graaf Jan van Nassau (1535-1606) was de oudste broer van Willem van Oranje. Tussen 1578 en 1580 was hij stadhouder van Gelderland. Hij voerde onderhandelingen die leidden tot de Unie van Utrecht in 1579. De naam werd vastgelegd in 1894.

## Bijzondere gebouwen
- Nummer 35 is een herenhuis uit 1899, met monumentnummer 452732;
- Nummer 107 is een herenhuis uit 1901, met monumentnummer 452733.

Zij zijn beide rijksmonument.
- Vroeger was het Rode Kruis Ziekenhuis in deze straat gevestigd, op nummer 112. Het werd daar geopend in 1901 en verhuisde in 1925 naar de Sportlaan.
- Vanaf 1925 tot na de tweede wereldoorlog was in deze straat de Duitse school gevestigd. Deze was in 1863 opgericht in Den Haag.

## Trams
Paardentrams hebben hier niet gereden. De eerste elektrische lijn was lijn 7 (1e), in 1906. Die reed van het Valkenbosplein (later verlengd tot De Savornin Lohmanplein) naar Bezuidenhout. In 1907 kwam zomerlijn 12 er bij, tussen Scheveningen en Overbosch. Deze reed via lijn 9 en lijn 7. Lijn 12 (1e) reed voor het laatst in 1909. In 1924 ging lijn 15 (3e) bijna dezelfde route volgen als lijn 12, ook als zomerlijn. Deze verdween in 1941. Lijn 7 was in de jaren 50 nog zo druk dat er gekoppelde trams reden, maar in de jaren 60 daalde het aantal passagiers zo sterk, vooral tussen Javastraat en Bezuidenhout, dat de lijn in 1966 werd opgeheven. Het grootste deel werd overgenomen door lijn 3, maar het deel tussen Javastraat en Bezuidenhout werd tramloos. Er kwam niet eens een buslijn naar Bezuidenhout voor in de plaats; alleen tussen Bohemen en Benoordenhout kwam er een spitsbus (7)(later 37).  Derhalve rijdt er sinds 1966 geen tram meer door de Jan van Nassaustraat en is de rails ook verdwenen. Een andere reden voor de opheffing was dat er ruimte nodig was voor wegverbreding en de Utrechtse baan.